# Paolo Pezzi
Mgr Paolo Pezzi, né le 8 août 1960 à Russi, en Émilie-Romagne,  est un archevêque métropolitain d'origine italienne, de nationalité russe, Ordinaire de l'archidiocèse de la Mère de Dieu à Moscou, en fédération de Russie, qui regroupe les doyennés et paroisses catholiques de la Russie d'Europe septentrionale, et dont les diocèses suffragants sont les trois autres diocèses de toute la Russie : le diocèse de Saratov (pour la Russie d'Europe méridionale), le diocèse de Novossibirsk et le diocèse d'Irkoutsk, en Sibérie.

## Formation et carrière
- 1985-1990 : Académie pontificale Saint-Thomas d'Aquin (Angelicum) à Rome
- 22 décembre 1990 : ordonné prêtre. Présente un doctorat sur le catholicisme en Sibérie :Cattolici in Siberia, le origine, le persecuzioni, l'oggi, à l'Université du Latran.
- 1993-1998 : doyen de la Sibérie centrale (aujourd'hui diocèse de Novossibirsk)
- 1998-2005 : vicaire général de la fraternité sacerdotale de Saint Charles Borromée, congrégation missionnaire proche du mouvement Communion et Libération, implantée en Russie depuis 1998.
- 2004 : professeur au séminaire catholique de Saint-Pétersbourg Marie Reine des Apôtres (Regina apostolorum).
- 2006 : recteur du séminaire
- 21 septembre 2007 : archevêque de l'archidiocèse de Moscou, à la place de Mgr Tadeusz Kondrusiewicz, nommé au siège de Minsk-Moguilev, qui le consacre le 27 octobre 2007, aux côtés de Mgr Joseph Werth, président de la conférence des évêques de Russie, et du nonce apostolique, Mgr Antonio Mennini. Une lettre de bienvenue du patriarche orthodoxe Alexis II de Moscou fut également lue, lors de cette cérémonie par l'archiprêtre orthodoxe Vsevolod Tchapline.